# Breithorn (Lötschental)
Il Breithorn (3.785 m s.l.m. - detto anche in modo più completo e per distinguerlo da varie omonimie: Breithorn della Lötschental) è una montagna delle Alpi Bernesi.

## Descrizione
Si trova nel Canton Vallese e contorna la Lötschental.